# Grewia mansouriana
Grewia mansouriana är en malvaväxtart som beskrevs av Abedin. Grewia mansouriana ingår i släktet Grewia och familjen malvaväxter. Inga underarter finns listade i Catalogue of Life.